# Abraxas (album)
Abraxas je drugi studijski album latin rock skupine Santana. Abraxas je bil kot naslednik albuma Santana dobro sprejet. Album vsebuje mešanico rocka, bluesa, jazza, salse in drugih zvrsti glasbe ter je kot tak pokazal glasbeni napredek od prvega albuma skupine.
Leta 2016 ga je ameriška Narodna knjižnica izbrala za ohranitev v Narodnem registru posnetkov kot »kulturno, zgodovinsko ali estetsko pomemben« posnetek

## Ime
Ime albuma, ki predstavlja sliko Matija Klarweina, »Annunciation«, je bilo vzeto iz knjige Hermanna Hesseja, Demian. Beseda "Abraxas" se sicer uporablja v gnostični kozmologiji.

## Glasba
Abraxas vsebuje mešanico latino vplivov z rockovskimi temami, ki vsebujejo električno kitaro, orgle in bobne. Album prav tako predstavlja stilistično vsestranskost skupine, vključno s skladbama »Samba Pa Ti« in »Incident at Neshabur«, ki sta instrumentala. Abraxas vsebuje tudi nekaj ritmičnih in časovnih sprememb z vplivi jazza. Skladba »Samba Pa Ti« je bila prvotno posneta v g-duru in je sestavljena iz dveh ločenih skladb. Ta skladba je skupaj s skladbo »Black Magic Woman«, ki jo je napisal Peter Green, pomagala podkrepiti edinstveno mešanico latinsko-ameriškega blues rock stila.

## Zapuščina
Leta 2003 je bil album uvrščen na 207. mesto Seznama 500. najboljših albumov vseh časov po reviji Rolling Stone.
Skladbo »Samba Pa Ti« je priredil José Feliciano, ki ji je dodal besedilo, in Angélique Kidjo, ki je besedilo prevedel v jezik Yoruba. Skladba je bila prav tako vključena v knjigo Nicka Hornbyja, 31 Songs. V Združenem kraljestvu je bila skladba uporabljena kot glasbena podlaga za TV reklamo podjetja Marks & Spencer, leta 2006. 8. novembra 2009 je bila uporabljena kot zaključna skladba epizode "Dead Heat", serije Cold Case.
Abraxas je bil obravnavan kot "kulturno, zgodovinsko in artistično pomemben" s strani Kongresne knjižnice in je bil izbran za preservacijo v National Recording Registru leta 2016.

## Seznam skladb

### LP
| Stran 1 | Stran 1                                       | Stran 1                            | Stran 1 |
| Št.     | Naslov                                        | Pisec                              | Dolžina |
| ------- | --------------------------------------------- | ---------------------------------- | ------- |
| 1.      | „Singing Winds, Crying Beasts‟ (Instrumental) | Mike Carabello                     | 4:51    |
| 2.      | „Black Magic Woman/Gypsy Queen‟               | Peter Green/Gábor Szabó            | 5:24    |
| 3.      | „Oye Como Va‟                                 | Tito Puente                        | 4:17    |
| 4.      | „Incident at Neshabur‟ (Instrumental)         | Alberto Gianquinto, Carlos Santana | 4:58    |

| Stran 2 | Stran 2                      | Stran 2     | Stran 2 |
| Št.     | Naslov                       | Pisec       | Dolžina |
| ------- | ---------------------------- | ----------- | ------- |
| 1.      | „Se a Cabo‟                  | José Areas  | 2:50    |
| 2.      | „Mother's Daughter‟          | Gregg Rolie | 4:25    |
| 3.      | „Samba Pa Ti‟ (Instrumental) | Santana     | 4:45    |
| 4.      | „Hope You're Feeling Better‟ | Rolie       | 4:10    |
| 5.      | „El Nicoya‟                  | Areas       | 1:30    |

### Re-izdaja
| Re-izdaja iz 1998 | Re-izdaja iz 1998                                                                            | Re-izdaja iz 1998   | Re-izdaja iz 1998 |
| Št.               | Naslov                                                                                       | Pisec               | Dolžina           |
| ----------------- | -------------------------------------------------------------------------------------------- | ------------------- | ----------------- |
| 1.                | „Singing Winds, Crying Beasts‟ (Instrumental)                                                | Carabello           | 4:51              |
| 2.                | „Black Magic Woman/Gypsy Queen‟                                                              | Green/Szabó         | 5:22              |
| 3.                | „Oye Como Va‟                                                                                | Puente              | 4:16              |
| 4.                | „Incident at Neshabur‟ (Instrumental)                                                        | Gianquinto, Santana | 4:57              |
| 5.                | „Se a Cabo‟                                                                                  | Areas               | 2:50              |
| 6.                | „Mother's Daughter‟                                                                          | Rolie               | 4:25              |
| 7.                | „Samba Pa Ti‟ (Instrumental)                                                                 | Santana             | 4:45              |
| 8.                | „Hope You're Feeling Better‟                                                                 | Rolie               | 4:11              |
| 9.                | „El Nicoya‟                                                                                  | Areas               | 1:30              |
| 10.               | „Se a Cabo‟ (v živo, Royal Albert Hall, London, Anglija, 14. april 1970)                     |                     | 3:47              |
| 11.               | „Toussaint L'Overture‟ (v živo, Royal Albert Hall, London, Anglija, 14. april 1970)          |                     | 4:52              |
| 12.               | „Black Magic Woman/Gypsy Queen‟ (v živo, Royal Albert Hall, London, Anglija, 14. april 1970) |                     | 4:57              |

## Osebje

### Glasbeniki
Santana
- Carlos Santana – solo kitara, spremljevalni vokali, producent
- Gregg Rolie – klaviature, solo vokali
- David Brown – bas kitara
- Michael Shrieve – bobni
- José "Chepito" Areas – tolkala, konge, timbales
- Michael Carabello – tolkala, konge

Gostje
- Rico Reyes – tolkala, spremljevalni vokali
- Alberto Gianquinto – klavir pri »Incident at Neshabur«
- Steven Saphore – tabla

### Ostali
- Robert Venosa – oblikovanje
- John Fiore, David Brown – audio inženir
- Mati Klarwein – ilustracije
- Robert Honablue – mastering

## Lestvice

### Album
| 1970                                                                | - Izdano: september 1970 - Založba: Columbia Records - Format: LP, CD, kaseta | 1 | 1 | — | 2 | 7 | 7 | — | 3 | — | — | 7 |
| "—" označuje kjer album ni bil izdan oz. se ni uvrstil na lestvico. |                                                                               |   |   |   |   |   |   |   |   |   |   |   |

### Singli
| 1970                                                                | "Black Magic Woman"          | 4  | — | — | — | 15 | 4 | —  | 14 | — | — | — |
| 1971                                                                | "Oye Como Va"                | 13 | — | — | — | 13 | 5 | 16 | 29 | — | — | — |
| 1971                                                                | "Hope You're Feeling Better" | —  | — | — | — | —  | — | —  | —  | — | — | — |
| "—" označuje kjer singl ni bil izdan oz. se ni uvrstil na lestvico. |                              |    |   |   |   |    |   |    |    |   |   |   |

## Certifikati
| Regija                    | Certifikat   | Prodaja   |
| ------------------------- | ------------ | --------- |
| Kanada (Music Canada)     | 3x platinast | 300,000   |
| Francija (SNEP)           | Platinast    | 300,000   |
| Združeno kraljestvo (BPI) | Zlat         | 100,000   |
| ZDA (RIAA)                | 5x platinast | 5,000,000 |